# Der lange Schatten der Vergangenheit
In ihrer Studie Der lange Schatten der Vergangenheit. Erinnerungskultur und Geschichtspolitik aus dem Jahr 2006 untersucht Aleida Assmann die letztlich europapolitischen Auswirkungen der zivilgesellschaftlichen Erinnerungskultur von unten und der institutionell gestützten Geschichtspolitik von oben. Mit ihren Überlegungen versucht  Aleida Assmann, den Beitrag beider Faktoren zur europäischen Integration zu stärken.

## Übersicht
Die vorliegende, dem Andenken an Reinhart Koselleck gewidmete Studie will nicht den Holocaust oder den Zweiten Weltkrieg erforschen, sondern „ausschließlich die nachträgliche Rezeption dieser Ereignisse“ in der Erinnerungskultur und der Geschichtspolitik. Deren Debatten hätten die Geschichtswissenschaft verändert: die Geschichtsschreibung habe wieder eine moralische Funktion. Mit diesem Kriterium der Moralität prüft die Autorin den Gebrauch historischer Erinnerungen.
Ihre Überlegungen fokussiert sie auf die Begründung einer kontinentalen, ja globalen Erinnerungsgemeinschaft, die sich auf den Holocaust als ihr universal-negatives Paradigma bezieht. Die Autorin tritt der Wiederbelebung nationaler Geschichtsmythen und der Unterordnung der Gegenwart unter den spaltenden „Schatten der Vergangenheit“ entgegen. Diese meta-historische Untersuchung dient einer Verringerung der durch aggressive Mythen neu belebten historischen Konflikte und damit einer Stärkung der europäischen Perspektive.
In theoretischen Ausführungen und entlang mehrerer Fallstudien werden zentrale Begriffe und Zusammenhänge dieses Diskurses historischer Erinnerungen diskutiert. Der Schwerpunkt liegt darauf, wie die individuelle Erinnerung an Schuld und Leid sich über mehrere Ebenen, Rollen und in Überwindung verschiedener Schnittstellen in ein kollektives Gedächtnis übersetzt und dieses durch Vereinheitlichung und Instrumentalisierung zu einem politischen Gedächtnis geformt wird. Assmann fragt nach dem Verhältnis von Authentizität und Wahrheit, untersucht die Konjunktur des Holocaust-Themas und beschreibt die Infrastruktur des kollektiven und politischen Gedächtnisses.

## Basiskategorien im Erinnerungsdiskurs
In der gesellschaftlichen Verständigung über nationale Geschichte haben verschiedene Instanzen und Institutionen, Strukturen und Strategien ihren Platz. Die Auseinandersetzung über deren Ziele und Inhalte operiert mit einer Reihe von Kategorien, die Assmann in einer theoretischen Einführung sortiert. In einem ersten theoretischen Schritt grenzt Assmann das kollektive oder kulturelle und politische Gedächtnis vom individuellen und sozialen Gedächtnis ab, in einem zweiten definiert sie „Grundbegriffe und Topoi“ der für den Diskurs über das historische Gedächtnis wichtigen Rollen und Restriktionen von Erinnerung.

### Gedächtnisebenen

#### Individuelles Gedächtnis
An Erinnerungsprozessen sind mehrere Gedächtnisebenen wechselwirkend beteiligt, die sich in den Reichweiten und Zeithorizonten deutlich voneinander unterscheiden. Das individuelle Gedächtnis sei flüchtig und trügerisch, gewinne durch soziale Interaktion seine Stabilität und vermittle seinem Träger die eigene Identität, es „ist das dynamische Medium subjektiver Erfahrungsverarbeitung.“ Es ist physisch an den Träger gebunden und mit Kindern und Enkeln im längsten Fall ein „Drei-Generationen-Gedächtnis“, dessen Inhalte und Material (Fotoalben, Möbel, Kleider, Accessoires) schließlich vergehen oder Fossilien werden.

#### Soziales Gedächtnis
Da aber jedes Ich vielen verschiedenen Gruppen und Organisationen angehöre, („Jedes Ich ist verknüpft mit einem Wir.“) entstehe ein soziales Gedächtnis, in dem „gewisse Überzeugungen, Haltungen, Weltbilder, gesellschaftliche Wertmaßstäbe und kulturelle Deutungsmuster“ mit anderen geteilt, eigene Erfahrungen mit denen anderer angereichert , „Sekundärerfahrungen“ in die eigene Biografie integriert und bestätigt würden. Dieses zeitlich begrenzte Gedächtnis habe seine Stützen in einer gemeinsamen Erinnerungskommunikation (memory talks), in Briefen, Fotografien und Ritualen. Aber die Hervorhebung von Ereignissen in der wechselseitigen Vergewisserung wird ergänzt durch ein unbewusst-bewusstes Vergessen von Identitätsmakeln: „Wir sind, mit anderen Worten, zu ganz wesentlichen Teilen das, was wir erinnern und vergessen.“

#### Kollektives Gedächtnis
Das kollektive Gedächtnis in Erzählungen, Medien, Denkmälern, Jahrestagen, Ritualen und gestalteten Orten habe im Gegensatz zu den anderen beiden Gedächtnisformen als eine Vergemeinschaftung, die „über Generationen und Epochen hinausgreift“, eine ganz andere Reichweite und einen potenziell über Jahrhunderte wirkenden Zeithorizont. Indem symbolisches Material des kollektiven Gedächtnisses durch eine institutionalisierte Infrastruktur gesichert und die Auseinandersetzung mit ihm in Bildungseinrichtungen, Museen, Bibliotheken, Theatern, Konzerten usw. gefördert und gestützt werde, werde das kollektive zugleich ein kulturelles Gedächtnis. Die „entkörperten und zeitlich entfristeten Inhalte des kulturellen Gedächtnisses“ fließen in die soziale Kommunikation zurück und würden von Individuen in freier Identifikation übernommen, wodurch „das Individuum neben personaler und sozialer seine kulturelle Identität“ gewinnt und auch spätere Generationen so „ohne eignen Erfahrungsbezug in eine gemeinsame Erinnerung“ hineinwachsen.

#### Politisches und Nationales Gedächtnis
Durch eine vereinheitlichende Überformung des kulturellen Gedächtnisses, durch eine „Engführung“ entstehe ein offizielles oder ein politisches Gedächtnis, das durch eine strategische Kombination aus Akzentuieren und Vergessen eine bereinigte „Wir-Identität“ in einem nationalen Gedächtnis konstruiert: Historische Ereignisse würden „mit den Augen der Identität“ gesehen, also neu bewertet, und dieses „gemeinsame Erbe von Ruhm und Reue“ (Ernest Renan) verleihe der Gegenwart einen gemeinsamen Sinn und orientiert zugleich auf die zukünftigen Aufgaben der Nation. Auch heroisch aufladbare Niederlagen würden in den nationalen Mythos eingepasst und „was nicht in dieses heroische Bild passt, fällt dem Vergessen anheim.“ Wie vor dem Ersten Weltkrieg die Erinnerungen in Europa nationalistisch ausgeformt wurden, so wurden sie nach 1945 der bipolaren Weltsituation untergeordnet und konnten sich eigentlich erst nach 1989 aus dieser Instrumentalisierung befreien – erst seitdem weichen die offiziellen nationalen Opfer- und Widerstandsnarrative vor allem im westlichen Teil der EU einer differenzierteren Darstellung. Für Polen, Ungarn, Tschechien, Russland und Serbien lasse sich dagegen leider eine Erneuerung nationalistischer Mythen beobachten, die einem gemeinsamen Gedächtnis an Krieg, Holocaust und Vertreibung entgegenstehen.

### Rollen und Restriktionen der Erinnerung
Mit Holocaust und Zweitem Weltkrieg sind sowohl objektive Rollen von Individuen und Gruppen als auch ihre je bestimmten Perspektiven der Erinnerung verbunden, die sich in entsprechenden Erzählmustern und Topoi zeigen. In einer zweiten methodischen Klärung werden die hier zur Analyse von Standpunkten notwendigen Begriffe konturiert.

#### Täter und Opfer
„Wo bislang nur von Siegern und Verlierern die Rede war“, müsse im Zusammenhang nicht nur der neueren deutschen Geschichte auch von Tätern und Opfern gesprochen werden. Diese Gegensatzpaare wirkten sich in ihren spezifischen Verschränkungen auf die Perspektiven und Strategien der Erinnerung aus. So mache es einen wesentlichen Unterschied, ob Verlierer eine Niederlage in einen heroischen Mythos umfirmieren, ob Verlierer in einem moralischen Sinn auch Täter waren und ob die Opfer ihre Erinnerungen des Leids in das kollektive Gedächtnis gleichberechtigt einbringen können oder zusätzlich unter dem Druck der Sieger leben müssen.

#### Sacrifice und Victim
„Absolut grundlegend“ für das Thema sei die sich heute durchsetzende „neue Spaltung des Opferbegriffs“, mit der unterschiedliche Gedächtnisstrategien verbunden seien. Assmann unterscheidet das engl. sacrifice als das aktive Opfer für höhere Ziele vom engl. victim als dem passiven und wehrlosen Objekt von Gewalt: Auf der einen Seite gebe es den selbstbestimmten Opfertod für höhere Ziele, der nachträglich in ein heroische Opferbereitschaft förderndes Gedenken der „Märtyrer“ münde. Auf der anderen Seite einen massenhaften Tod von Opfern durch eine überwältigende Macht, in einer radikal asymmetrischen Situation, ohne oder nur mit wenig Widerstand der Opfer. Darüber nachzudenken wurde mit der Diskussion über den Holocaust intensiviert, aber diese Asymmetrie träfe auch schon vorher zu auf die Versklavung afrikanischer Einwohner, indigener Bevölkerungen und den Genozid an den Armeniern sowie heute auf verfolgte und ermordete Zivilisten überall auf der Welt.

#### Trauma und Schweigen
Für diese „ohnmächtigen Opfer“ gelte ein „traumatisches Opfergedächtnis“ ohne höheren Sinn und Trost, für das es zunächst kein Rezeptionsmuster gegeben habe. Viele der überlebenden Opfer konnten auf ihre Enthumanisierung nur durch psychische Abspaltung des Traumas reagieren, woraus bestimmte psychische Symptome oder ein Beschweigen und ein Tabu im Rahmen des familiären und sozialen Gedächtnisses folgten. Das Schweigen und die Ausflüchte der Täter dagegen waren Wirkung eines politischen Umbruchs und neuer moralischer Wertungen und der davon ausgelösten Scham – ein manchmal behauptetes „Tätertrauma“ sei wohl eher ein „Trauma der Scham“, Folge der Konfrontation der Täter mit ihren Verbrechen. „Schweigen verschafft dem Opfer für eine Weile Distanz zu dem bedrohenden Trauma, dem Täter dagegen gewährt es Sicherheit und Schutz vor Verfolgung. Tabuisierung der Tat ist deshalb das Ziel des Täters, während aufarbeitende Erinnerung das therapeutische und moralische Ziel des Opfers ist.“ Anhand auch prominenter Täter untersucht Assmann das Aufrechnen der Opfer nicht nur quantitativ, sondern in komplexen „Opfernarrativen“, das Externalisieren, das aus einem Aussetzen von Aufmerksamkeit folgende Ausblenden, das Schweigen und die Umfälschung oder Verdrehung als Täterstrategien, die vordringlich das individuelle und soziale Gedächtnis der Deutschen betreffen.

#### Zeugen
Wegen der Auslöschung der Opfer und dem traumatisierten Schweigen der Überlebenden wird die Rolle der Zeugen notwendig, die das Leiden der Opfer bestätigen und an eine „moralische Gemeinschaft als einer dritten Instanz neben Opfer und Täter“ vermitteln. „Auf Urteil und Schuldspruch folgt die sekundäre Zeugenschaft der Gesellschaft in Form einer Erinnerungskultur“, die diese Zeugnisse sichert und institutionell als Elemente des kulturellen Gedächtnisses kanonisiert. Wie allerdings die Trauer über die Verbrechen und damit die Erinnerung an sie in ein nationales Selbstbild eingefügt werden könne, sei ein historisch neues Phänomen, „für das überzeugende Vorbilder nicht existieren.“ Aber „die inzwischen überall auf der Welt zunehmenden Erklärungen und Bekenntnisse von Staats- und Kirchenoberhäuptern“ würden auf einen Paradigmenwechsel der Geschichtspolitik hinweisen.

## Erinnerungsprozesse
Im zweiten Teil der Studie werden in neun Abschnitten Erinnerungsprozesse, ihre Formen, Determinanten und Folgen sowohl systematisch als auch anhand von Beispielen untersucht und dabei der kategoriale Rahmen des ersten Teils weiter ergänzt.

### Authentizitäts-Verluste
Wenn Geschichte zurückübersetzt wird in ein zu bezeugendes Geschehen, geht es vor allen Fragen nach der Wahrheit zuallererst um die Authentizität der Zeugenschaft. Aus mehreren Autobiografien übernimmt Assmann als erste Stufe des individuellen Gedächtnisses die Einschreibung gravierender Ereignisse in den Körper bzw. die Seele, die, hervorgerufen durch Orte und Dinge, in einem Erinnerungsblitz aus ihrem vorbewussten Status latenter Bereitschaft „ins bewusste Ich-Gedächtnis übersetzt werden“ können. Ihre Übersetzung in Erzählungen, in Bilder oder Texte als Mit-Teilung an Dritte überführe die Erinnerung zwar in das soziale oder kulturelle Gedächtnis, entferne sie aber von ihrer „sinnlichen Ein-Prägung“: in ihrer artikulierten Form wird der erlebte authentische Kern zusätzlich möglicherweise unwillkürlich ergänzt durch erworbene Vorstellungen aus anderen Quellen oder anders akzentuierte Ausschnitte des erinnerten Geschehens oder willentlich überformt infolge der „inneren Zensur“ zugunsten eines bereinigten Selbstbildes und einer kohärenten Biografie. Erinnerungen können also subjektiv authentisch oder wahrhaftig sein, ohne dadurch wahr zu werden – aber sie können verblüffender Weise auch wahr sein ohne authentisch zu sein, wie die folgenden Beispiele zeigen.

### Identitäts-Einbildungen
Wie weit sich erzählte individuelle Identitäten von den biografischen Fakten entfernen können, schildert Assmann anhand zweier bekannter Fälle, in denen die konstruierten Biografien im Bewusstsein ihrer Schöpfer die ursprünglichen Lebenszusammenhänge zeitweilig verdrängen konnten. Sie folgten im eigenen Körper unter neuer Identität auf sich selbst, wurden zu „Doppelgängern“ ihrer selbst, konnten ihre früheren Identitäten von sich abspalten und zeitweilig vergessen. Diese Verwandlungen eines NS-Funktionärs in einen linksliberalen Akademiker und eines in Sicherheit aufgewachsenen Bürgersohnes in einen Holocaust-Überlebenden, die im ersten Fall mit krimineller Täuschungsabsicht und im zweiten der Aufmerksamkeit wegen begonnen wurden, unterstreichen die Wirkungen einer hartnäckigen Autosuggestion, die in beiden Fällen von einem entsprechenden kulturellen Erwartungsklima der frühen und späteren Bundesrepublik unterstützt wurde. Die Beispiele dieser „Identitätspathologien“ verweisen auf die Formbarkeit unserer Erinnerungen durch den sozialen Rahmen, in dem sie aufgerufen werden: „Man erinnert und vergisst (...) um dazuzugehören.“

### Themen-Konjunktur

#### Sozialer Rahmen der Erinnerung
Der Soziologe Jeffrey Alexander betont, „dass der Holocaust nicht schon immer war, was er heute ist.“ Für dieses Thema „musste sich erst ein sozialer Gedächtnisrahmen bilden.“ Ohne „das historisch neue Phänomen des Opferdiskurses“, ohne „die Privilegierung dieser Opferperspektive“, ohne eine „Opferkultur“, ohne ein „Erinnerungscrescendo“ wären diese oben beschriebenen Phänomene daher vermutlich nicht möglich gewesen. Die beiden vorstehenden Fälle seien keine individuellen Fehlleistungen, sondern opportunistische Anpassungen „an die Bedingungen der jeweiligen Gegenwart“, deren Informationsnachfrage im Fall des imaginierten Holocaustopfers diesen Identitätsentwurf „mit hervorgebracht“ habe. Die Konjunktur des Themas ist diskurstheoretisch ein Musterbeispiel, da hier ein Thema der historischen Erinnerung, seine Kommunikationsformen und Institutionen gesellschaftlich evoziert worden waren, dadurch eine eigene kulturelle und politische Wirkungsmacht bekamen und dann auf die Gesellschaft durch kulturelle und politische Akzente und Kampagnen zurückwirkten.

#### Ausklammerung anderer Opfererfahrungen
Anhand der Konjunktur des Holocaust-Themas in den USA könne gezeigt werden, dass es dort erst mit einer Veränderung des Kalten Kriegs in den Vordergrund rückte, als der deutsche Bündnispartner weniger wichtig und eine Diskussion seiner Verbrechen daher weniger störend wurde: Der Holocaust erhielt erst „seit den 1970er Jahren einen Namen und Fokus.“ Das Holocaustnarrativ wurde „Zentrum einer neuen jüdisch-amerikanischen Identität“, die, so konstatiert der jüdische Historiker Peter Novick, „zur Erosion eines umfassenderen sozialen Bewusstseins beigetragen hat.“ Denn diese Identitätsfundierung resultierte in einer Immunisierung „gegen die Erfahrungen anderer Opfer“ und in einer „mythisch überhöhten Opferrolle“, motivierte zur Einforderung von medialer Aufmerksamkeit, sozialer Anerkennung, materieller Wiedergutmachung und symbolischer Restitution. „Eine auf der Opfersemantik fußende Identitätspolitik erweist sich damit eher als Teil des Problems denn als seine Lösung.“

#### Formung von Opferdiskursen
Die imperative Ausrichtung an der Gegenwart impliziere nicht nur ein Dieses-Nicht wie z. B. die zeitweilig semioffizielle Tabuisierung der Versenkung der mit Flüchtlingen überfüllten Wilhelm Gustloff oder der Bombardierung deutscher Städte durch die Alliierten bis in die 1990er Jahre oder des weitgehend verschwiegenen Genozids an den Armeniern im Jahre 1915. Impliziert wird auch ein Nicht-So, wie es an den ablehnenden Reaktionen auf Philipp Jenningers Rede im Deutschen Bundestag am 10. November 1988 und auf Martin Walsers Paulskirchenrede am 11. Oktober 1998 abzulesen sei.
Abgesehen von den Problemen der Weitergabe unbearbeiteter Leidenserfahrungen an nachfolgende Generationen bleibe das nicht politisch-öffentlich anerkannte deutsche Trauma politisch virulent, wie die Besetzung revanchistischer Themen durch den Bund der Vertriebenen und deutsche Neonazis zeige. Statt einer Priorisierung von entweder Leid oder Schuld, die eine integrierende Erinnerung verhindere, schlägt Assmann eine Kontextualisierung der deutschen Opfererfahrungen durch Eingliederung in Weltkriegsschuld und Täterverantwortung vor: „Die Norm des nationalen Gedächtnisrahmens der Deutschen ist der Holocaust. (...) In diesen allgemeinen Rahmen sind alle Erinnerungsgeschichten einzugliedern.“ In dieser „Hierarchisierung“ könne sich das Leidgedächtnis der Familien endlich aussprechen und sich dennoch „nicht mehr über das Schuldgedächtnis des Staates hinwegsetzen.“ Assmann registriert eine neue Intensität der Bearbeitung der familiären Schuld in Kunst, Literatur und Film, die kein Opfernarrativ konstruiere und mit passiver „Verstrickung“ entschuldige, sondern sich der „Verkettung“ der eigenen mit der Tätergeneration stelle und endlich „dem so lange Unausgesprochenen zu einer Sprache verhelfe.“

## Infrastruktur des öffentlichen Gedächtnisses
Die Vergegenwärtigung der eigenen Verluste oder Verbrechen oder der Verbrechen der Familienangehörigen wie auch ihrer Opfer oder das einer ganzen Generation findet in der zum Teil öffentlich organisierten, meist freiwilligen Konfrontation mit Elementen des kulturellen Gedächtnisses in symbolischer oder materialer Form statt. Für den Übergang der Erinnerungen vom individuellen in das kollektive Gedächtnis gebe es eine große Zahl von Schnittstellen, deren öffentliche, institutionalisierte Seite eine architektonische, personelle, mediale und konzeptionelle Infrastruktur bildet, die Infrastruktur der Geschichtspolitik.

### Museen
Assmann beschreibt die Entstehung des kulturellen Gedächtnisses beispielhaft konkret in der Wanderung von symbolischen und materialen Alltagsresten aus persönlichen Zusammenhängen in einen musealen Kontext, in welchem diese und viele andere Artefakte zwischen dem Archiv bzw. „Speichergedächtnis“ und der Ausstellung oder dem „Funktionsgedächtnis“ je nach den Gegenwartserwartungen hinein- und hinausgewechselt werden. In einem ihrer Fallbeispiele stellt Assmann anschaulich dar, wie das lebendige Erfahrungsgedächtnis des Buchenwaldhäftlings Jorge Semprun durch das Medium der amerikanischen Filmaufnahmen nach der Befreiung mehrerer KZs einerseits erschüttert und seine Leidenserfahrung der Intimität entkleidet wurde, sie sich zugleich damit aber auch objektivierten und als Bestandteil des kulturellen Gedächtnisses integrierten.

### Gedenkstätten
Während in diesen beiden Beispielen die Wiederbegegnung mit Residuen oder persönlichen Erfahrungen eher Zufallsergebnisse sind, sind Gedächtnisorte, „Sicherungsformen der Dauer“, und Jahrestage, „Sicherungsformen der Wiederholung“, das Rückgrat der politischen Selbstdarstellung und nationalen Geschichtspolitik. Ebenso wie musealisierte Objekte sind Gedenkstätten des Holocaust, an denen Besucher in der Regel eine je verschiedene Erlebnisverstärkung suchen, überdeterminiert durch die von gesellschaftlichen Gruppen mitbestimmten Ausstellungskonzepte, durch eine in die Substanz eingreifende Restaurierung oder durch Zweckentfremdung, die ihre Authentizität historisch ergänzen oder überformen – Gedächtnisorte sind immer auch Inszenierungen.

### Jahrestage
Mit öffentlichen Gedächtnisorten können feierliche Erinnerungen an Jahrestagen verbunden werden. Hierfür muss das zu Erinnernde unablösbar mit der Identität einer Gruppe, einer Erinnerungsgemeinschaft verbunden sein. Für diese hat der meist an runden Kalenderdaten orientierte Blick in die Vergangenheit sowohl die Funktion, das Trauererlebnis gemeinsam erlebbar und aushaltbar zu machen, als auch eine Handlungsverpflichtung für die Zukunft zu entwickeln, die ins kulturelle Langzeitgedächtnis übernommen werden kann. Die Feierlichkeiten werden für Interaktionen der Teilnehmer, für die Selbstdarstellung der Organisatoren und als Anstoß zur Reflexion genutzt. Dieser Anstoß kann von „Gedächtnisaktivisten“ entweder als historische Erinnerung oder als Mythos-Fortsetzung mit übergeschichtlichem Auftrag geformt werden.

### Internet
Das unfassbare Ausmaß des Grauens, das Problem seiner Darstellbarkeit und die Zeugenschaft der Überlebenden führten zunächst zu einem Darstellungstabu des Holocausts. Inzwischen aber hat sich ein medial gestütztes Holocaustgedächtnis etabliert, in dem die Massenmedien auf der Suche nach Aufmerksamkeit wenigstens kurzfristig wichtige Impulse geben, ergänzt durch das Internet als Schauplatz eines Kampfes um Deutungen und damit einer Konstruktion von Geschichte und Erinnerung von unten. Neue Medien würden die inzwischen traditionellen Repräsentationen des Holocaustgedächtnisses nicht überflüssig machen – das Erinnern bedürfe der Grundlage der Schauplätze und Archive, der „Stütze wiederholter Anlässe und wiederholbarer Gesten.“ Aber vor allem neue künstlerische Formen könnten „die historische Imagination erweitern und prägnante Formen der Vergegenwärtigung von Vergangenheit erfinden.“ Sogar Kontroversen und Skandale lieferten hierzu ihren Beitrag: „Die Debatte ist das Denkmal.“

## Universalisierung der Holocaust-Erinnerung

### Holocaust als Paradigma der Auslöschung von Minderheiten
Eine europäische Identität nur auf einen Wertekanon bzw. auf eine „europäische Leitkultur“ (Bassam Tibi) zu stützen greife zu kurz, denn ihre Verbindlichkeit erwachse aus einer verpflichtenden Erfahrung, aus einem „Erbe von Ruhm und Reue“ (Ernest Renan). Könnte daher der Holocaust die Basis einer kontinentalen oder globalen „Erinnerungsgemeinschaft“ werden? Mit der Vielzahl der zu erinnernden Opfergruppen des Holocausts, dem heutigen Aufschwung einer zur Opferkonkurrenz neigenden Identitätspolitik und mit den ganz anderen Trauma-Erfahrungen außereuropäischer Nationen könnten sich andere „Nationen nicht in gleicher Weise (...) an den Holocaust ´erinnern´.“ Nur wenn die Einzigartigkeit des Holocaust als Paradigma der Auslöschung von Minderheiten kodiert und als Bezugspunkt für den „Schutz von Minderheiten als eine europäische Verpflichtung und Orientierung“ verstanden werde, sei eine kontinentale, ja universale Erinnerungsgemeinschaft möglich, die die Ansprüche anderer Opfergruppen nicht länger verdrängt: „Es war die Einfühlungsverweigerung, die den Krieg und den Holocaust möglich gemacht hat.“ Die negative Erinnerungen seien „in positive und zukunftsweisende Werte konvertierbar: in die Affirmation von Menschenrechten.“

### Dialogische Erinnerungskultur
Den „Holocaust als einer eindeutigen gemeinsamen historischen Referenz für das neue Europa“ zu etablieren könne aber nur mit versöhnlichen Prinzipien der nationalen Erinnerungspolitiken gelingen: Anerkennung der Offenheit historischer Ereignisse für verschiedene Sichtweisen, ein Verbot der Schuldaufrechnung und der Priorisierung von Opfergruppen oder der Opferkonkurrenz, eine Überwindung der Ausklammerung eigener Schuld und positiv vor allem die Bereitschaft, eine auch schmerzliche eigene Vergangenheit und das europäische Einigungsprojekt in größeren Zusammenhängen zu sehen. Ohne Bezug auf einen gemeinsamen europäischen Rahmen von Regeln der Erinnerung würde das Trennende der nationalen Leidenserfahrungen sich durchsetzen und der „Bürgerkrieg der Erinnerungen“ fortgesetzt. Die vielfältige, unerwartete „Mediatisierung“ des Holocausts in Dokumentationen, Spielfilmen usw. resultiere eben auch in einer „unbekannten Emotionalisierung der Geschichte“ und biete so Anknüpfungspunkte für aggressive Mythen – hier müsse die kulturwissenschaftliche Forschung der „gefährlichen Dynamik kollektiver Erinnerungskonstruktionen“ entgegentreten, um die Erinnerungskultur von unten und die Geschichtspolitik von oben aus dem „langen Schatten“ negativer Schlüsselerlebnisse der Vergangenheit zu führen.

## Rezeption
Arning (siehe Weblinks) hebt hervor, dass Assmanns Studie „Grundzüge des erinnerungskulturellen Diskurses“ in großer Deutlichkeit und Präzision entwickelt. Indem sie für eine Darstellung auch deutscher Opfererfahrungen im Rahmen der deutschen Schuld und des Holocausts eintrete, öffne sie die den deutschen Diskurs auch für die Beschäftigung mit anderen Leiderfahrungen. Ihre Studie sei ein „lesenswerter Beitrag.“
Frei (siehe Weblinks) würdigt Assmanns Beiträge zum kulturwissenschaftlichen Gedächtnisdiskurs und seiner begrifflichen Ausdifferenzierungen. Andererseits werde alles „aus sehr großer Flughöhe formuliert“, von wo allerdings die erinnerungsgeschichtliche Entwicklung in Deutschland sich nicht erklären lasse. Mehrfach kritisiert Frei Vagheit, Zurückhaltung von Details und dass „geschichtliche Zusammenhänge kaum zur Kenntnis“ genommen würden. Sein Resümee: Die Studie „vermag jene Orientierung nicht zu liefen, die man sich von diesem Buch und von dieser Verfasserin erwartet hätte.“
Heinlein (siehe Weblinks) lobt die „zweifellos kenntnis- und materialreiche“ Studie und ihre „sehr griffige und gut strukturierte Taxonomie“ der diskursnotwendigen Kategorien im ersten Teil. Er kritisiert aber am zweiten Teil, dass sich hier „kaum mehr als Zusammenfassungen bekannter Positionen“ finde. Es fehle an manchen Stellen an „der konsequenten Klarheit“ und „vieles bleibt im Diffusen und ohne Konturen.“ Es stelle sich die Frage, „ob man dies nicht auch ohne all die aufwändigen theoretischen Unterscheidungen hätte sagen können.“ Er schließt mit dem Hinweis auf den „sinkenden Grenznutzen“ einer Forschung zu diesem Thema, sofern sie sich im Rahmen der 1980er und 1990er Jahren bewegt.
Heinrichs (siehe Weblinks) lobt die mit der Studie gelungene Systematisierung des Gedächtnisdiskurses zu einer internationalen kulturwissenschaftlichen Gedächtnisforschung. „Dabei gelingen ihr grundsätzliche Bestimmungen von Begriffen, die wir nur klischeehaft verwenden.“ Assmanns Begriff des „posttraumatischen Zeitalters“ sei allerdings zu europazentriert, „da die augenblicklichen weltweiten Traumatisierungen“ durch Kriege und andere Migrationsursachen „nicht hoch genug einzuschätzen sind.“ Dadurch werde auch die „normierende Kraft des Holocausts in Frage“ gestellt. Aber die von der Autorin befürwortete Öffnung der Diskussion für die deutschen Opfererfahrungen im Kontext einer Tätergeschichte ermögliche auch die Integration außereuropäischer Leidenserfahrungen in den Diskurs.
Jahr (siehe Weblinks) lobt die „Zusammenführung der Ansätze verschiedener, bisher weitgehend voneinander getrennt forschender Disziplinen“ zum Thema Gedächtnis des Holocausts, dessen Einzigartigkeit das „zentrale Axiom (...) im Selbstverständnis westlicher Staaten“ und ihr „negativer Referenzpunkt“ sei. Er wünscht der Studie „viele aufmerksame Leser“, die es wegen der im ersten Teil „fein ziselierten Begriffsarbeit“ und der „ambitionierten theoretischen Erörterungen“ bzw. „Höhenflüge“ seiner Meinung nach auch brauche. Dagegen biete „der empirische Teil wenig Neues“, sei „sprunghaft“ und wegen der Kürze der Abhandlung so vieler Themenbereiche auch oberflächlich.